# Бюлов, Фридрих Вильгельм
Фри́дрих Ви́льгельм фон Бю́лов, граф фон Денневитц (нем. Friedrich Wilhelm Freiherr von Bülow, Graf von Dennewitz; 16 февраля 1755, Фалькенберг — 25 февраля 1816, Кёнигсберг) — барон, затем граф фон Денневитц (7 августа 1814), прусский генерал от инфантерии (4 апреля 1814).

## Биография
Фридрих Вильгельм фон Бюлов родился 16 февраля 1755 года в городке Фалькенберг в земле Саксония-Анхальт; старший брат военного писателя Дитриха Генриха фон Бюлова.
Поступил на службу в 1769 году.
В войне 4-й коалиции был бригадным генералом в корпусе Лестока. Сражался под Торном, Данцигом, а 5 февраля 1807 года был ранен под Вальтерсдорфом.
В 1812 году по представлению Йорка был назначен губернатором Восточной и Западной Пруссии. Во время отступления французов из России, Бюлов успел организовать значительную массу войск, над которой ему, в начале 1813 года, поручено было начальство на правах корпусного командира.
С этого времени начинается выдающийся период деятельности Бюлова. 5 апреля он разбил французов под Мекерном, 2 мая взял Галле и 4 июня удержал наступление маршала Удино (угрожавшее Берлину) у Луккау. Затем Бюлов принимал со своим корпусом блестящее участие в сражениях при Грос-Берене (23 августа) и Денневице (6 сентября). За последнее сражение он получил титул графа Денневиц.
В 1815 году Бюлов участвовал в походе во Францию в период "Ста дней". Бюлов не участвовал в сражении при Линьи, но при Ватерлоо корпус Бюлова первым из армии Блюхера вышел во фланг Наполеону. 9 июля 1815 года войска Бюлова вступили в Париж.
11 января 1816 года Фридрих Вильгельм фон Бюлов вернулся на свой пост в Кенигсберг, где и умер спустя полтора месяца.

## Награды
Королевства Пруссия:
- Орден «Pour le Mérite» (17 июля 1793)[3]; дубовые листья (6 сентября 1813)[4]
- Орден Красного орла 1-го класса (11 декабря 1813)
- Большой крест Железного креста (15 сентября 1813)[5]
- Орден Чёрного орла (3 апреля 1814)[6]

Прочие:
- Орден Меча, большой крест (22 ноября 1813, королевство Швеция)[7]
- Орден Святого Георгия 2-го класса (28 февраля 1814, Российская империя)
- Военный орден Марии Терезии, командор (18 мая 1814, Австрийская империя)
- Орден Почётного легиона, большой крест (15 февраля 1815, королевство Франция)
- Военный орден Вильгельма, большой крест (28 июля 1815, королевство Нидерланды)

## Память

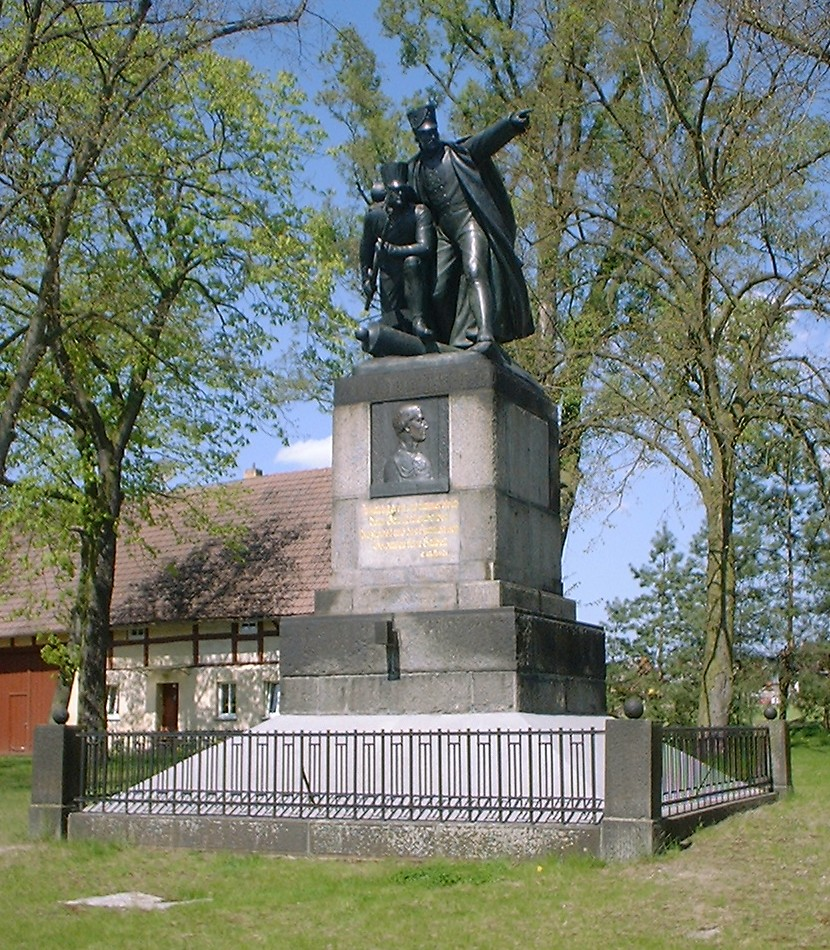
Памятник Бюлову в Бранденбурге в память о битве при Денневице

- О битве при Денневице Бюлову в Бранденбурге установлен памятник.
- Имя Бюлова носила улица в Закхайме (сейчас ул. Стекольная). Медальон с изображением Бюлова украшал Закхаймские ворота.
- В Калининградской области в поселке Рощино частично сохранилось и восстанавливается родовое имение фон Бюлов - Грюнхоф http://grunhoff.ru/history/